# أغاسورة

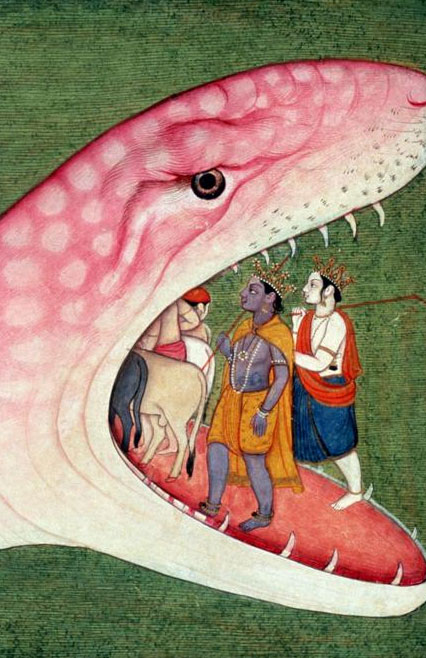
أغاسورا ، لوحة من القرن الثامن عشر من ولاية راجاستان

أغاسورا (بالهندية: अघासुर)، هو شيطان (راكشا) في الكتب المقدسة الهندوسية والفيدية. كان أحد جنرالات الملك كامسا، الأخ الأكبر لبوتانا وباكاسورا.
دراسة بهاجوات بورانا؛ أو الهندوسية الباطنية بقلم بورنيندو نارايانا، ص. 247 يذكر أغاسورا كواحدة من القبائل المتحالفة مع كامسا.
تنص بهاجوات بورانا على أن أغاسورا اتخذ شكل ثعبان ضخم. دخل رفاق كريشنا، رعاة البقر، فمه، ظنوا أنه كهف جبلي. بعد رؤية هذا، جاء كريشنا لإنقاذهم، وقتل أغاسورا.